# Lihulõpe
Lihulõpe es un pueblo ubicado en el municipio de Haljala, en el condado de Lääne-Viru, Estonia.

## Superficie
Posee una superficie de 8,090 kilómetros cuadrados.

## Demografía
Hasta 2021 la población era de 59 habitantes, con una densidad de población de 7,293 habitantes por kilómetro cuadrado.